# Espérance sportive de Tunis (water-polo)
Cet article concerne la section water-polo de l'Espérance sportive de Tunis. Pour les autres sections, voir Espérance sportive de Tunis.
 (novembre 2021).
Si vous disposez d'ouvrages ou d'articles de référence ou si vous connaissez des sites web de qualité traitant du thème abordé ici, merci de compléter l'article en donnant les références utiles à sa vérifiabilité et en les liant à la section « Notes et références ».
L'Espérance sportive de Tunis (EST) est un club tunisien de water-polo basé à Tunis.

## Histoire
Depuis la création de la section par Slim Ben Romdhane, l'équipe excelle sur les plans national et maghrébin, en obtenant dès la fin des années 1980 pratiquement tous les titres durant une bonne dizaine d'années.
En 1996, par souci de spécialisation, la section est dissoute. En 2005, Aïssaoui Mohamed propose la réouverture de cette section. Un dossier dans ce sens lui est demandé par le comité directeur. Après approbation de cette décision, la présidence de la section est confiée à Aïssaoui et la direction technique à Senda Gharbi.
Avec son retour, les dirigeants décident d'engager les catégories des moins de 20 ans et seniors en championnat de Tunisie.

## Palmarès
- Championnat de Tunisie masculin de water-polo (4) : 1990, 1991, 1992, 1993
- Coupe de Tunisie (5) : 1989, 1990, 1991, 1992, 1993